# Stelis megapetala
Stelis megapetala är en orkidéart som beskrevs av Carlyle August Luer. Stelis megapetala ingår i släktet Stelis och familjen orkidéer. Inga underarter finns listade i Catalogue of Life.